# HMS Djärv (A-slup)

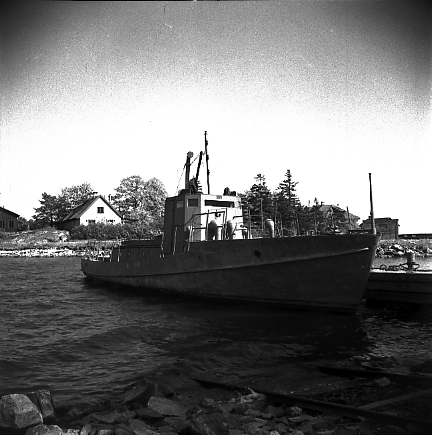
HMS Djärv förtöjd år 1949.

HMS Djärv var en av cirka 40 A-slupar som tillfördes kustartilleriet vid tiden runt andra världskriget. Djärv tillhörde Minutläggningsdivisionen vid Blekinge kustförsvar och KA2. Båten var senast placerad på Kungsholms fort  men är nu museifartyg på Marinmuseum i Karlskrona. HMS Djärv användes främst för transporter inomskärs.

## Fartygsdata
- Längd överallt: 17,7 meter
- Största bredd: 3,7 meter
- Djupgående: 1,7 meter
- Deplacement: 19,35 ton
- Material: stål
- Motor: Volvo MD 67
- Motorstyrka: 63 kW